# Canadian (Texas)
Canadian è un comune (city) degli Stati Uniti d'America e capoluogo della contea di Hemphill nello Stato del Texas. La popolazione era di 2.649 abitanti al censimento del 2010. Prende il nome dal vicino fiume Canadian, un affluente del fiume Arkansas. Canadian è talvolta chiamata "l'oasi delle Alte Pianure". Canadian si trova sul lato orientale del Texas Panhandle vicino all'Oklahoma.

## Geografia fisica
Secondo lo United States Census Bureau, la città ha una superficie totale di 3,36 km², dei quali 3,36 km² di territorio e 0 km² di acque interne (0% del totale).

## Storia
La città è il capoluogo della contea sin dalla sua fondazione nel 1887.

## Società

### Evoluzione demografica
Secondo il censimento del 2010, la popolazione era di 2.649 abitanti.

### Etnie e minoranze straniere
Secondo il censimento del 2010, la composizione etnica della città era formata dall'85,58% di bianchi, lo 0,15% di afroamericani, lo 0,53% di nativi americani, lo 0,3% di asiatici, lo 0,04% di oceanici, l'11,59% di altre razze, e l'1,81% di due o più etnie. Ispanici o latinos di qualunque razza erano il 33,94% della popolazione.